# Балтийка
Балтийка — село Краснокутского района Саратовской области, входит в сельское поселение «Журавлёвское муниципальное образование».
Население — 172 (2010)

## Физико-географическая характеристика
Село расположено в Низком Заволжье, в пределах Сыртовой равнины, относящейся к Восточно-Европейской равнине, при балке Полевой. Рельеф — слобохолмистый. Почвы тёмно-каштановые. Почвообразующие породы — глины и суглинки.
По автомобильным дорогам расстояние до районного центра города Красный Кут — 39 км, до областного центра города Саратов — 130 км. До села Журавлёвка — 23 км.

## История
Основан в 1930 г эстонскими переселенцами. Переселенческая деревня Балтийка упоминается в Списке населённых мест Самарской губернии, по сведениям за 1889 года. Согласно Списку деревня относилась к Моршанской волости Новоузенского уезда. Деревню населяли эсты и малороссы, всего 243 жителя.
К 1910 году деревня была передана в состав Краснокутской волости того же уезда. Согласно Списку населённых мест Самарской губернии 1910 года деревню населяли государственные крестьяне, преимущественно эстонцы, лютеране, 205 мужчин и 179 женщин, в деревне имелись лютеранский молитвенный дом, земская школа, ветряная мельница. Надел составлял 1343 десятины удобной и 11 десятин неудобной земли
С 1922 года — село в составе Краснокутского кантона Трудовой коммуны, с 1923 года АССР немцев Поволжья. По состоянию на 1926 год вместе с ныне исчезнувшим селом Эстонка Балтийка относилась к Балтийскому сельсовету. Согласно переписи 1926 года в селе проживало 349 жителей, из них немцев — 8.
28 августа 1941 года был издан Указ Президиума ВС СССР о переселении немцев, проживающих в районах Поволжья. Немецкое население было депортировано. После ликвидации АССР немцев Поволжья село, как и другие населённые пункты Краснокутского кантона, было включено в состав Саратовской области.

## Население
Динамика численности населения по годам:
| Годы      | 1889 | 1897 | 1910 | 1926 | 1987 | 2002 |
| --------- | ---- | ---- | ---- | ---- | ---- | ---- |
| Население | 243  | 313  | 384  | 349  | ≈240 | 170  |

| 2002 | 2010 |
| ---- | ---- |
| 168  | ↗172 |

Национальный состав
Согласно результатам переписи 2002 года большинство населения составляли русские (59 %).